# Grenze zwischen Libanon und Syrien

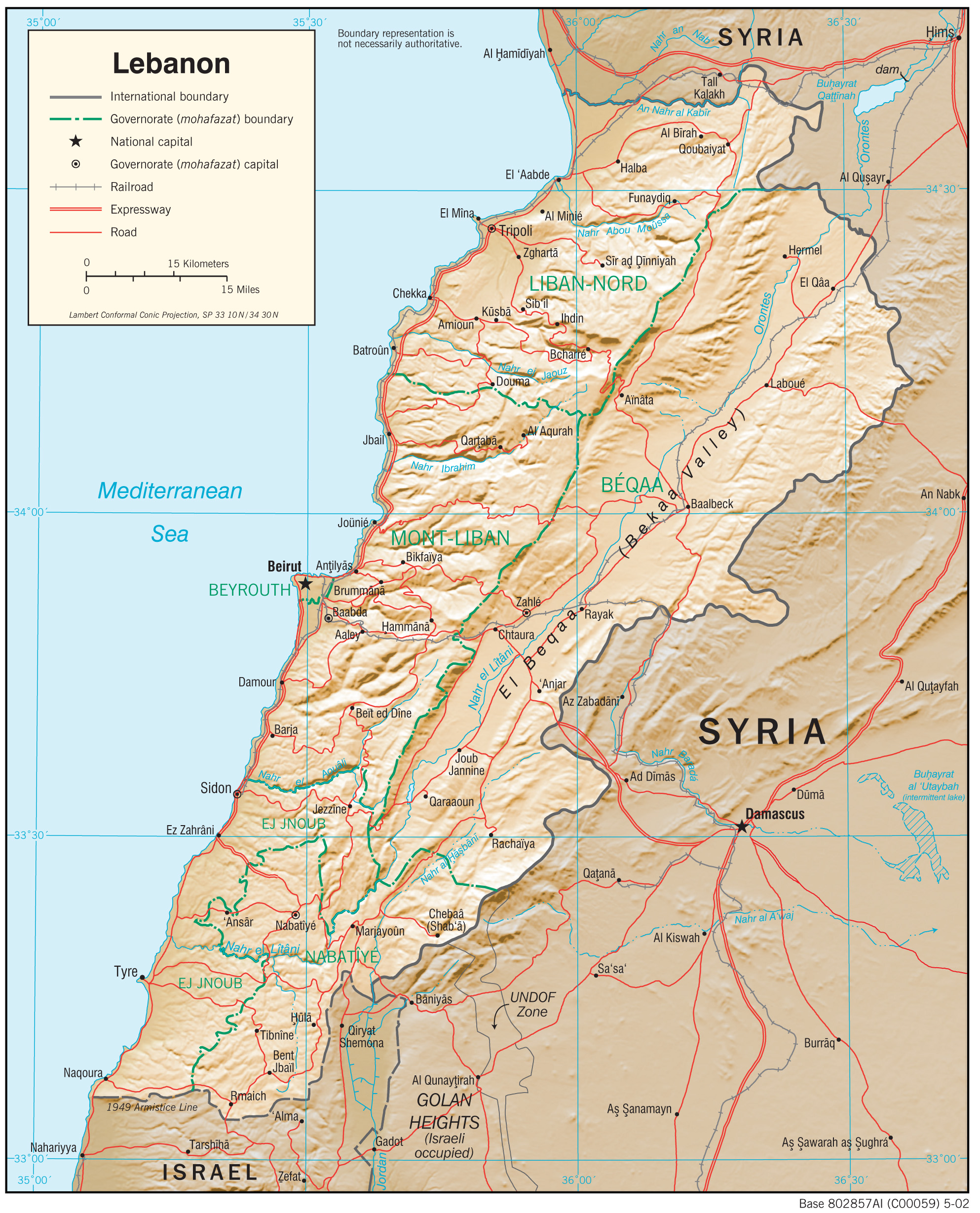

Die Grenze zwischen Libanon und Syrien ist 394 km (245 Meilen) lang. Sie verläuft von der Mittelmeerküste im Norden bis zum Dreiländereck mit Israel im Süden.

## Beschreibung
Die Grenze beginnt an der Mündung des Flusses Nahr al-Kabir ins Mittelmeer und verläuft dann entlang jenes Flusses landeinwärts nach Osten. Die Grenze bildet dort einen Vorsprung nach Osten. In diesem liegen die Dörfer Karha und Knaisse Akkar im Nordosten des Bezirks Akkar, westlich des Sees von Homs, bevor sie über eine Reihe unregelmäßiger Linien nach Südosten abbiegt, den Orontes (bei 34,455°N 36,490°E) und die trans-Bekaa-Straße zwischen Qaa und Al-Qusayr (bei 34,4217°N 36,5433°E) durchquert und den Anti-Libanon bei etwa 34,22°N 36,60°E erreicht. Die Grenze biegt dann nach Südwesten ab und folgt im Allgemeinen über eine Reihe unregelmäßiger Linien dem Antilibanongebirge, bis sie den Berg Hermon erreicht.
Die genaue Lage des libanesisch-israelisch-syrischen Dreiländerecks ist aufgrund der israelischen Besetzung der Golanhöhen im Zuge des Sechstagekriegs von 1967 unklar. Das de jure Dreiländereck liegt am Fluss Hasbani, einem Nebenfluss des Jordan, bei 33,2422°N 35,6244°E, direkt nordöstlich der israelischen Stadt Ma'ayan Baruch. Das de facto Dreiländereck liegt auf dem Dreiländereck mit der UNDOF-Zone der Vereinten Nationen. Die Situation wird durch den Streit um das Gebiet der Schebaa-Farmen an der Grenze zwischen Golan und Libanon kompliziert.

## Geschichte

Französisches Mandat für Syrien und den Libanon, mit Großlibanon in grün

Zu Beginn des 20. Jahrhunderts gehörten die heutigen Gebiete Libanon und Syrien zum Osmanischen Reich, wobei das Libanongebirge als Mutesarriflik halbautonom war. Während des Ersten Weltkriegs gelang es einem von Großbritannien unterstützten arabischen Aufstand, die Osmanen aus den meisten Teilen des Nahen Ostens zu vertreiben. Als Folge des geheimen anglo-französischen Sykes-Picot-Abkommens von 1916 teilten Großbritannien und Frankreich die osmanischen Gebiete jedoch unter sich auf, wobei Syrien und der Libanon unter französisches Mandat fielen.
1920 teilte Frankreich sein Mandat in mehrere politische Einheiten auf, darunter ein erweitertes Mutesarriflik im Libanongebirge, das als „Großlibanon“ bezeichnet wurde und hauptsächlich eingerichtet wurde, um den im Allgemeinen profranzösischen maronitischen Christen ein nationales Gemeinwesen zu bieten. Der Prozess, der zur genauen Festlegung der Grenze führte, ist unklar, obwohl er auf einer Karte zu basieren scheint, die von der französischen Expedition in die Region aus den 1860er Jahren stammt, die vom libanesischen Nationalisten Bulus Nujaym unterstützt wurde. Viele syrische Nationalisten lehnten die neue Einheit ab, da sie den Libanon als integralen Bestandteil der Region Syrien betrachteten. Die verbleibenden syrischen Staaten wurden schließlich in den 1930er Jahren zu einem syrischen Staat zusammengelegt, abzüglich des Libanon (und auch Hatay, das Teil der neuen Republik Türkei wurde). Sowohl der Libanon als auch Syrien erlangten zwischen 1943 und 1946 die volle Unabhängigkeit.
Die Beziehungen zwischen den beiden neuen Staaten waren oft angespannt, und eine genaue Grenze wurde nie offiziell mit irgendeiner Genauigkeit festgelegt, trotz entsprechender Forderungen des Libanon und einiger Vorversuche in den 1950er und 1960er Jahren. Viele Libanesen befürchteten, dass der größere Nachbar Pläne hegte, das Land zu annektieren. Im Jahr 1975 eskalierten die seit langem bestehenden konfessionellen Spannungen im Libanon zu einem Bürgerkrieg, der Syrien im folgenden Jahr zur Besetzung des Landes veranlasste. Syrische Truppen blieben bis 2005 im Libanon. Seit 2011 ist die Grenzregion stark von den Auswirkungen des syrischen Bürgerkriegs betroffen.